# Abo Mix
AboMix Satu Mare este o companie specializată în comerțul cu cereale și creșterea porcilor din România.
Firma Cereale din Satu Mare controlează 65,95% din acțiuni, în timp ce Abo Mix deține 19,33% din propriile titluri, iar Autoritatea pentru Valorificarea Activelor Statului are o participație de 1,02%.
Abo Mix controlează și 69,2% din acțiunile companiei producătoare de furaje Abo Farm Codlea.
Cifra de afaceri în primul semestru din 2008: 37,6 milioane lei (10,2 milioane de euro)